# マレク・スヒー
マレク・スヒー（Marek Suchý, 1988年3月29日 - ）は、チェコのサッカー選手。ポジションはDF（主にセンターバック）。名前はスチーとも表記される。対人プレーに強く、冷静な判断力を持つ。

## 経歴
スラヴィア・プラハのユース出身で、2005年にプロデュー。カレル・ヤロリム監督の下で、ミカエル・タバレス、トマーシュ・ネツィドらと共に若手ながらチームの中核となった。スラヴィアではリーグ連覇を達成した。
2009年11月、スパルタク・モスクワへレンタル移籍。2010年3月、ロコモティフ・モスクワ戦で初ゴールを記録し、勝利に貢献。
2014年1月、FCバーゼルへレンタル移籍。同年7月よりバーゼルへ完全移籍を果たす。
2019年7月8日、フリー移籍でFCアウクスブルクと2021年6月30日までの契約を結んだ。

## 代表歴
2005年から2007年まで、U-20チェコ代表に選出。2007 FIFA U-20ワールドカップでは準優勝を果たした。
2009年よりA代表に選出され、2010年10月8日のUEFA EURO 2012予選、スコットランド戦でデビュー。2016年6月5日の韓国との親善試合で代表初得点を挙げた。

## 所属クラブ
- SKスラヴィア・プラハ 2005-2010
- FCスパルタク・モスクワ 2010-2014

→ FCバーゼル（レンタル移籍）2014
- FCバーゼル 2014-2019
- FCアウクスブルク 2019-2021
- FKムラダー・ボレスラフ 2021-

## 獲得タイトル
SKスラヴィア・プラハ
- ガンブリヌス・リーガ：2回 (2007-08, 2008-09)

FCバーゼル
- スーパーリーグ：4回 (2013-14, 2014-15, 2015-16, 2016-17)
- スイス・カップ：2回 (2016-17, 2018-19)